# Lejeunea indica
Lejeunea indica là một loài Rêu trong họ Lejeuneaceae. Loài này được Udar & U.S. Awasthi mô tả khoa học đầu tiên năm 1981.